# Phonomyia tenuiseta
Phonomyia tenuiseta är en tvåvingeart som beskrevs av Belanovsky 1953. Phonomyia tenuiseta ingår i släktet Phonomyia och familjen parasitflugor. Inga underarter finns listade i Catalogue of Life.